# Paulus I. von Aquileia
Paulus I. von Aquileia († um 569) war von 557 bis 569 Erzbischof und später Patriarch von Aquileia, ein Titel, den er sich selbst zulegte. Die Verkleinerungsform Paulinus stellt eine Reaktion und gleichzeitig Verspottung durch den Papst dar, die in der Historiographie häufig übernommen wurde. 568 floh Paulus in die Lagune von Grado, die als sicherer vor den Angriffen der Langobarden galt, und schlug in Grado seine Residenz auf. Dies wurde zur Voraussetzung für die dauerhafte Entstehung eines weiteren Patriarchats in Italien, nämlich des Patriarchats von Grado.

## Dreikapitelstreit

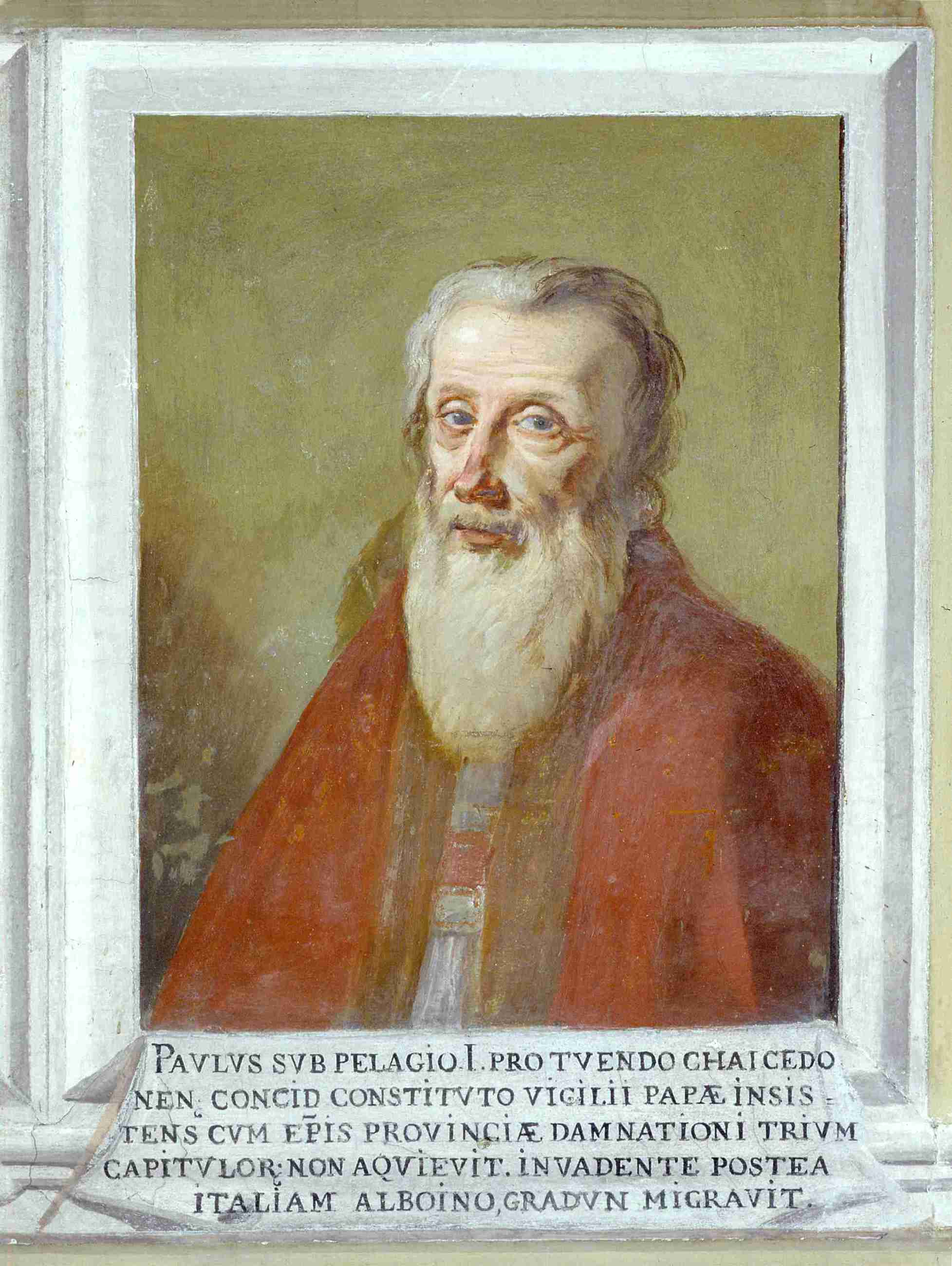
Idealporträt des Paulus im Thronsaal des Diözesanmuseums und der Tiepolo-Galerie in Udine

Als Papst Pelagius I. im Zuge des Dreikapitelstreits das Zweite Konzil von Konstantinopel anerkannte und die Zweinaturenlehre verdammte, wandte sich Paulinus’ Vorgänger Macedonius mit allen Bischöfen seiner Kirchenprovinz vom Heiligen Stuhl ab. Sie hielten an ihrem Glauben der zwei Naturen Jesu Christi – die göttliche und die menschliche – fest, wie es in den Drei Kapiteln formuliert war. 
Zur endgültigen Abspaltung von der römischen Kirche kam es unter Paulus, der um 558 ein eigenes Konzil in Aquileia einberief, das die Zweinaturenlehre anerkannte. Ab diesem Zeitpunkt bezeichnete sich Paulus selbst als Patriarch, ein Titel, der nur dem Papst vorbehalten war, der Paulus wiederum im Gegenzug als „Paulinus“ verspottete.
Der Dreikapitelstreit dauerte von 532 bis 699 und wurde auf einer Kirchenversammlung beigelegt. Die Auseinandersetzung legte den Grundstein für die Sonderstellung der Patriarchen von Aquileia innerhalb der katholischen Kirche und war zugleich Grundlage für ihre spätere weltliche Macht.

## Flucht nach Grado

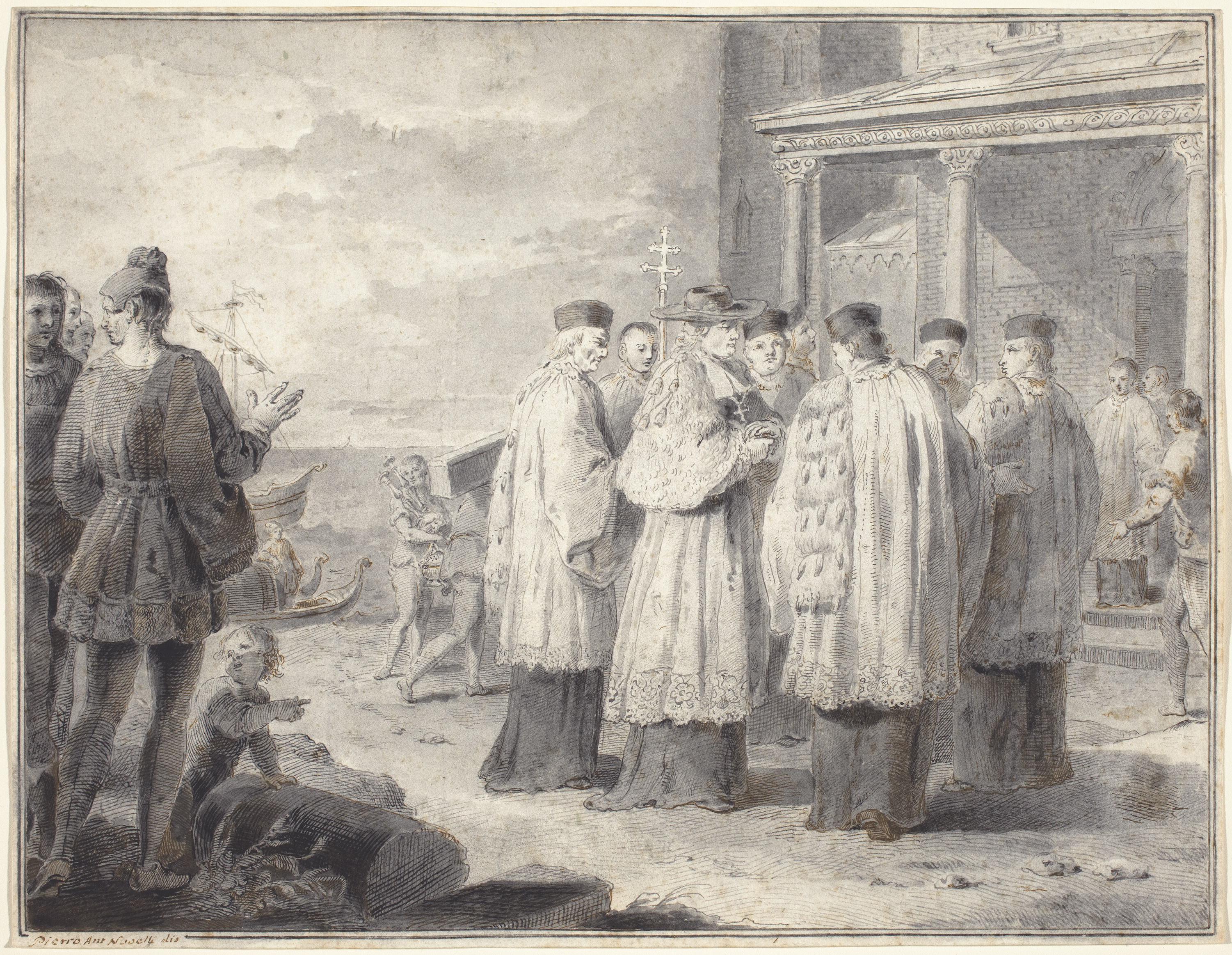
Paulinus, Kardinal und Patriarch von Aquileia, verlegt seinen Sitz nach Grado, Pietro Antonio Novelli, um 1796, 21,8 * 28,2 cm, National Gallery of Art, Washington

Als die Langobarden in das Friaul einfielen, floh Paulus 568 mit seiner Gemeinde, den Reliquien des Heiligen Hermagoras und dem Kirchenschatz auf die Halbinsel Grado. Im Gegensatz zu seinen Vorgängern, die immer nur kurzfristig Zuflucht in Grado gesucht hatten, blieben Paulus und seine Nachfolger auf der Halbinsel. Sein Domkapitel residierte hingegen weiterhin auf dem Festland in Aquileia.
Die räumliche Trennung und die Versöhnung des in Grado ansässigen Patriarchen mit dem Papst 699 war Ausgangslage für die Aufteilung des Patriarchats: Es entstand ein in Grado ansässiges Patriarchat (Aquileia Nova) und das in Aquileia verbliebene Patriarchat.